# II Zw 96
II Zw 96 (también conocido por Zw II 96) es una pareja de galaxias que actualmente se están fusionando.
La forma en la que se juntan las galaxias es poco corriente. El sistema es casi calificado como un sistema ultraluminoso, pero no ha llegado todavía a la etapa tardía de coalescencia que es la regla de muchos sistemas ultraluminosos.
Zw II 96 se encuentra en la constelación del Delfín, cerca de 500 millones de años luz de la Tierra.